# Hayastani Ankaxowt'yan Gavat' 1995
La Hayastani Ankaxowt'yan Gavat' 1995 (conosciuta anche come Coppa dell'Indipendenza) è stata la quarta edizione della Coppa nazionale armena. Il torneo è iniziato il 5 marzo con il turno preliminare e si è concluso il 28 maggio 1995. L'Ararat Yerevan ha vinto la coppa per la terza volta consecutiva battendo in finale il Kotayk Abovyan

## Ottavi di finale
Gli incontri si disputarono nel marzo 1995.
| Squadra 1          | Risultato | Squadra 2            |
| ------------------ | --------- | -------------------- |
| Kotayk-2 Abovyan   | 5 - 3 dr  | Tufagorts Artik      |
| Dinamo Yerevan     | 3 - 4     | Tsement Ararat       |
| Arabkir Yerevan    | 2 - 1     | Aznavour Novymberyan |
| Shirak Gyumri      | 4 - 0     | Zangezur Goris       |
| Homenetmen Yerevan | 4 - 0     | Verazank Yerevan     |
| BKMA Yerevan       | 0 - 1     | Kotayk Abovyan       |
| Homenmen Yerevan   | 4 - 1     | BMA-Arai Echmiadzin  |
| Van Yerevan        | 1 - 2     | Ararat Yerevan       |

## Quarti di finale
Gli incontri di andata si disputarono il 4 aprile mentre quelli di ritorno tra il 13 e il 14 aprile 1995.
| Squadra 1          | Totale | Squadra 2        | Andata | Ritorno |
| ------------------ | ------ | ---------------- | ------ | ------- |
| Homenetmen Yerevan | 1 - 3  | Shirak Gyumri    | 1 - 2  | 0 - 1   |
| Arabkir Yerevan    | 1 - 11 | Ararat Yerevan   | 0 - 2  | 1 - 9   |
| Homenmen Yerevan   | 2 - 3  | Tsement Ararat   | 2 - 0  | 0 - 3   |
| Kotayk Abovyan     | 4 - 2  | Kotaik-2 Abovyan | 3 - 0  | 1 - 2   |

## Semifinali
Gli incontri di andata si disputarono il 5 maggio mentre quelli di ritorno il 14 maggio 1995.
| Squadra 1      | Totale | Squadra 2      | Andata | Ritorno |
| -------------- | ------ | -------------- | ------ | ------- |
| Tsement Ararat | 2 - 4  | Ararat Yerevan | 1 - 1  | 0 - 3   |
| Kotayk Abovyan | 2 - 1  | Shirak Gyumri  | 2 - 1  | 0 - 0   |

## Finale
La finale si svolse il 28 maggio 1995.
| Arbitro: | Gevork Hovanisyan |

|                          |           |                                                                                              |
| Karen Barseghyan 86’ 88’ | Marcatori | 13’ Edik Yeritsyanautorete Haik Harutyunyan 28’ Amlet Mkhitaryan 44’ Hakop Ter-Petrosyan 77’ |